# Phloeomys pallidus
Phloeomys pallidus é uma espécie de roedor da família Muridae.
Apenas pode ser encontrada nas Filipinas.